# Red privada

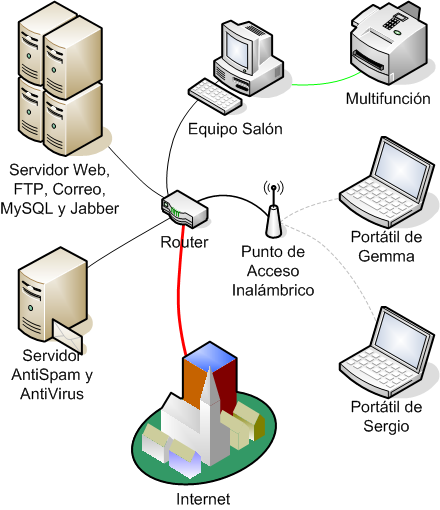
Ejemplo: una típica red privada de oficina.

En Internet, una red privada es una  que usa el espacio de especificadas en el documento RFC 1918. A los equipos o terminales puede asignárseles direcciones de este espacio cuando deban comunicarse con otros terminales dentro de la red interna/privada (una que no sea parte de Internet/red pública) pero no con Internet directamente.

## Características
Las redes privadas son bastante comunes en esquemas de redes de área local (LAN) de oficinas, empresas y ámbito doméstico, debido a que no tienen la necesidad de usar direcciones IP públicas en sus dispositivos (PC, impresora, etcétera), compartiendo todos los dispositivos de la red privada la misma dirección pública, habitualmente la del módem del enrutador.
Otra razón para el uso de direcciones IP privadas es la escasez de direcciones IP públicas. IPv6 se creó para combatir esta escasez de direcciones, pero aún no ha sido adoptado de forma definitiva.
Los enrutadores en Internet se configuran de manera que descartan el tráfico dirigido a las direcciones privadas, lo cual hace que los equipos de la red privada estén aislados de las máquinas conectadas a Internet. Este aislamiento es una forma de seguridad básica, dado que no es posible realizar conexiones a las máquinas de la red privada desde Internet. A no ser que se abran puertos desde la tabla NAT (Network Address Translation) a una dirección privada de nuestra red. Aun así desde la red pública no se conocerá la dirección privada de nuestros dispositivos a los que se está accediendo. Se conocerá la dirección pública del módem del enrutador y el puerto abierto para la dirección privada, todos los dispositivos de nuestra red privada compartirán la IP Pública del módem de nuestro enrutador.
Como no es posible realizar conexiones entre distintas redes privadas a través de Internet, distintas redes privadas pueden usar el mismo rango de direcciones privadas sin riesgo de que se generen conflictos con ellas, es decir, no se corre el riesgo de que una comunicación le llegue por error a un tercero que esté usando la misma dirección IP en otra red privada.
Si un dispositivo de una red privada necesita comunicarse con otro dispositivo de otra red privada distinta, es necesario que cada red cuente con una puerta de enlace con una dirección IP pública por la que acceder a internet, de manera que pueda ser alcanzada desde fuera de la red y así se pueda establecer una comunicación, ya que un router podrá tener acceso a esta puerta de enlace hacia la red privada. Típicamente, esta puerta de enlace será un dispositivo de traducción de dirección de red (NAT) o un servidor proxy.
Sin embargo, esto puede ocasionar problemas cuando distintas compañías intenten conectar redes que usan direcciones privadas. Existe el riesgo de que se produzcan conflictos y problemas de ruteo si ambas redes usan las mismas direcciones IP para sus redes privadas o si dependen de la traducción de dirección de red (NAT) para que se conecten a través de Internet.

## Redes privadas IPv4
Las direcciones de Internet privadas son:
| Nombre            | Rango de direcciones IP       | Cantidad de IP | N.º de Redes | Cantidad de IP por Red | Descripción de la clase de cada una de las redes | Mayor bloque de CIDR (máscara de subred) | Definido en                   |
| ----------------- | ----------------------------- | -------------- | ------------ | ---------------------- | ------------------------------------------------ | ---------------------------------------- | ----------------------------- |
| Bloque de 24 bits | 10.0.0.0 – 10.255.255.255     | 16.777.214     | 1            | 16.777.214             | Clase A                                          | 10.0.0.0/8 (255.0.0.0)                   | RFC 1597 (obsoleto), RFC 1918 |
| Bloque de 20 bits | 172.16.0.0 – 172.31.255.255   | 1.048.576      | 16           | 65.534                 | Clase B                                          | 172.16.0.0/12 (255.240.0.0)              | RFC 1597 (obsoleto), RFC 1918 |
| Bloque de 16 bits | 192.168.0.0 – 192.168.255.255 | 65.534         | 256          | 254                    | Clase C                                          | 192.168.0.0/16 (255.255.0.0)             | RFC 1597 (obsoleto), RFC 1918 |
| Bloque de 16 bits | 169.254.0.0 – 169.254.255.255 | 65.534         | 1            | 65.534                 | Clase B simple                                   | 169.254.0.0/16 (255.255.0.0)             | RFC 3330, RFC 3927            |

Esta última red de clase B queda reservada para equipos que tienen activa la configuración de la tarjeta de red automática (para que un servidor DHCP les responda y les ofrezca su configuración) y ningún servidor DHCP les responda (habitualmente este servidor está configurado en el enrutador), en ese caso estos equipos cogen aleatoriamente una ip de este rango de IP privadas para poder comunicarse con otros equipos de la red a los que tampoco les haya respondido el servidor DHCP. 
El documento RFC 1597 contiene la especificación original y permanece por razones históricas, pues ha sido reemplazado por el documento RFC 1918.
Para reducir la carga en los servidores de nombre de dominio raíces causada por búsquedas inversas de DNS de estas direcciones IP, un servidor de nombres del tipo "agujero negro" es provisto por la red anycast AS112.

### Espacio dedicado para despliegues Carrier Grade NAT
En abril de 2012, el IANA asignó el rango 100.64.0.0/10 (de 100.64.0.0 a 100.127.255.255, con máscara de red 255.192.0.0) para uso en escenarios de Carrier Grade NAT en el RFC 6598.
Este bloque de direcciones no debe ser usado en redes privadas o en la Internet pública: ha sido pensado para operaciones de uso interno en redes de teleoperadores (carrier networks). El tamaño del bloque de direcciones (aproximadamente 4 millones de direcciones, {\displaystyle 2^{22}}) ha sido seleccionado para ser suficientemente grande para acomodar todos los dispositivos de acceso de un solo operador en un punto de presencia en una red de área metropolitana como la de Tokio.

## Redes privadas IPv6
IANA ha reservado el rango IPv6 fc00::/7 para direcciones tipo Unique Local Address (ULA), siendo el primer bloque fd00::/8 destinado a direcciones privadas en repartos de rangos /48.
Este rango fd00::/8 tiene características similares a las clásicas direcciones IPv4 privadas:
- No están reservadas por ningún registro y pueden ser usadas en cualquier red sin perjuicio de otras redes exteriores.
- No hay garantías de que sean globalmente únicas.
- En servidores DNS, entradas con este direccionamiento no pueden ser delegadas (dominio ip6.arpa).

## Direcciones de enlace local
Un segundo conjunto de redes privadas es el rango de direcciones de enlace local especificado en los documentos RFC 3330 y RFC 3927. La intención detrás de estos documentos es la de proveer una dirección IP (lo que implica conectividad entre redes) sin tener disponible un servidor de DHCP y sin tener que configurar direcciones de red manualmente. La subred 169.254/16 ha sido reservada para tal fin.
Si una dirección de red no puede obtenerse por medio de DHCP, se asigna una redirección entre 169.254.1.0 y 169.254.254.255 en forma aleatoria. El estándar prescribe que la colisión de direcciones debe tratarse con cuidado. Dentro del rango de direcciones de 169.254/16, las subredes 169.254.0/24 y 169.254.255/24 se han dejado de lado para uso futuro.
EJEMPLO DE IP CLASE B : 192.168.95.145/18
El rango o prefijo 169.254/16 no debe usarse para configurar direcciones IP de forma manual ni por DHCP según el apartado 1.6 de RFC 3927. Se trata de un rango no enrutable.